# Cratos (mitología)

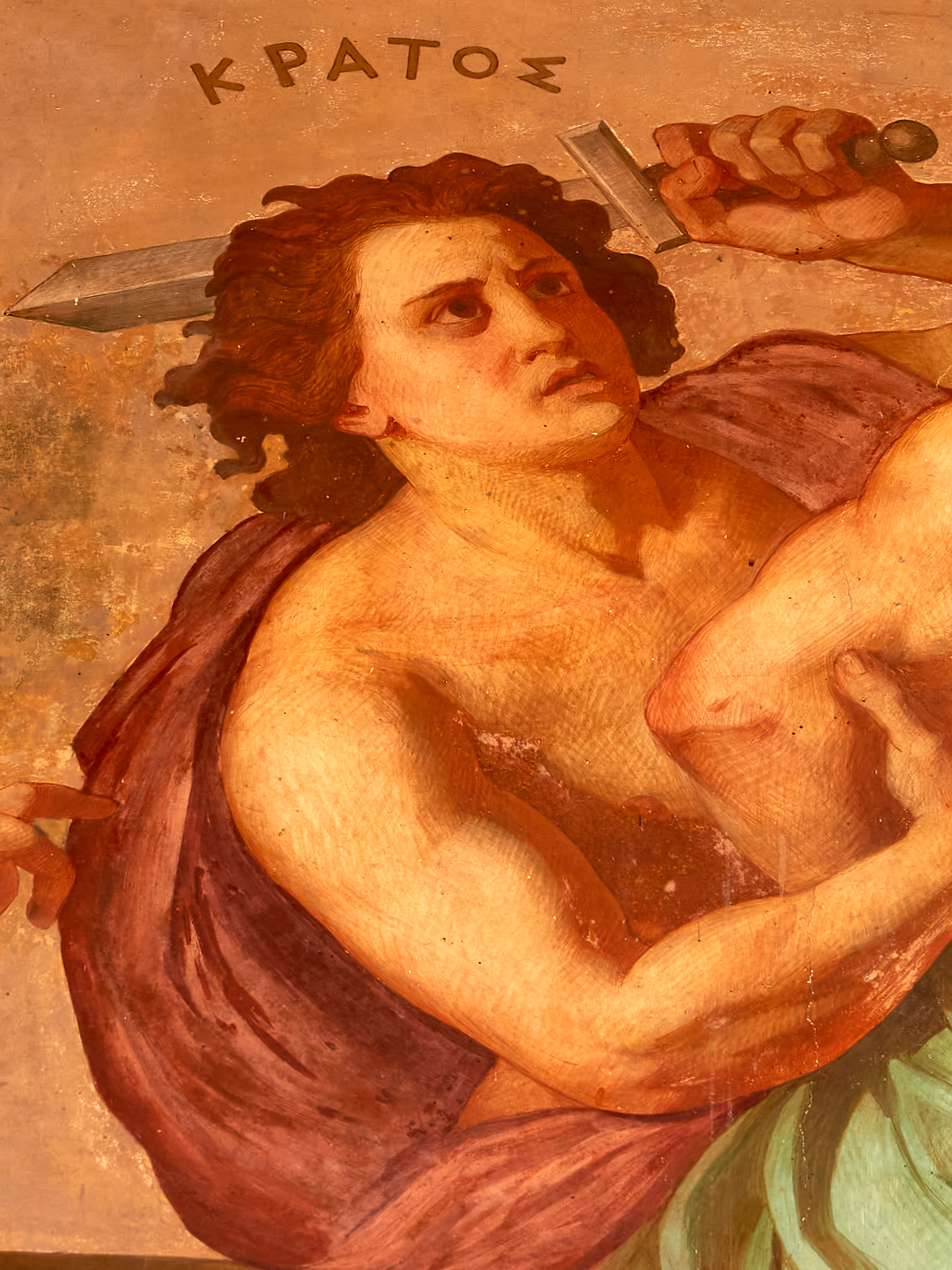
Mural de Cratos en la Universidad Nacional y el vato de Atenas, Grecia.

En la mitología griega, Cratos o Crato (en griego: Κράτος, Krátos)  era la personificación masculina de la «Fuerza». El sustantivo κράτος (krátos) significa «fuerza, vigor, solidez, dominio o poder». Es uno de los cuatro démones nacidos de Palante y Estigia, siendo sus hermanos Bía («Violencia»), Zelo («Fervor») y Nike («Victoria»). Estos se sientan siempre cerca de Zeus y este ejecuta su dominio junto a ellos (como tal estas cuatro personificaciones representan el poder y los recursos de los que dispone Zeus, el nuevo soberano). Higino lo denomina como Potestas, que en español da la forma «potestad» y añade como sus hermanos a Escila, las Fuentes y los Lagos.
Cratos fue quien obligó a Hefesto, en compañía de su hermana Bía, a encadenar a Prometeo cuando este fue sorprendido robando el fuego de los dioses para entregarlo a los hombres. Platón dice que Prometeo en realidad robó el fuego del templo de Atenea y Hefesto pues temía a los centinelas de Zeus (y se sobreentiende que Cratos era uno de ellos).
Cuando Electra preparó la venganza junto a su hermano Orestes puso por testigo a Cratos y a Nike («Justicia»), ejecutores de los designios de Zeus. La única descripción superviviente de Cratos en la antigua cerámica griega lo representa encadenando a Sísifo.